# Badménil-aux-Bois
Badménil-aux-Bois è un comune francese di 136 abitanti situato nel dipartimento dei Vosgi nella regione del Grand Est.

## Storia

### Simboli
Lo stemma comunale è stato creato nel 2019 dall'araldista Jean-François Binon.
Alla fine della guerra dei trent'anni e dopo un'epidemia di peste, il villaggio contava solo diciannove abitanti, da cui il numero 19.
Il cervo simboleggia la rigenerazione della vita e anche la fauna presente nella foresta.
La fascia ondata rappresenta i due torrenti Bonvillers e Côte. La quercia rievoca la grande foresta che si trova nel territorio comunale.

## Società

### Evoluzione demografica
Abitanti censiti